# Aloe suzannae
Aloe suzannae ist eine Pflanzenart der Gattung der Aloen in der Unterfamilie der Affodillgewächse (Asphodeloideae). Das Artepitheton suzannae ehrt Suzanne Decary, die Tochter von Raymond Decary und dessen Frau Hélène.

## Beschreibung

### Vegetative Merkmale
Aloe suzannae wächst stammbildend, ist meist einzeln oder bildet gelegentlich ein oder zwei Triebe aus. Die Stämme sind bis zu 4 Meter hoch und 30 Zentimeter breit. Die 60 bis 100 lanzettlich verschmälerten Laubblätter bilden dichte Rosetten. Auf unterhalb von einem Meter sind sie ausdauernd. Die tiefgrüne Blattspreite ist 100 Zentimeter lang und 8 bis 9 Zentimeter breit. An ihrer gerundeten Spitze befinden sich fünf bis sieben kurze Zähne. Die Blattoberfläche ist sehr rau. Die hellbraune, stechenden Zähne am Blattrand sind 2 Millimeter lang und stehen 8 bis 10 Millimeter voneinander entfernt. Der Blattsaft ist trocken tief braunorangefarben.

### Blütenstände und Blüten
Der einfache Blütenstand erreicht eine Länge von etwa 3 Meter. Die dichten, zylindrischen Trauben sind etwa 200 Zentimeter lang und 17 Zentimeter breit. Die linealisch-deltoiden, grünen Brakteen besitzen hellere Ränder und weisen eine Länge von etwa 15 Millimeter auf und sind 2 Millimeter breit. Die elfenbeinweißen und hellrosa überhauchten Blüten stehen an 28 bis 30 Millimeter langen Blütenstielen. Sie sind 33 Millimeter lang und an ihrer Basis gerundet. Auf Höhe des Fruchtknotens weisen die Blüten einen Durchmesser von 10 Millimeter auf, darüber sind sie leicht verengt. Ihre Zipfel sind ausgebreitet. Ihre zurückgeschlagenen Perigonblätter sind auf einer Länge von 16 bis 17 Millimetern nicht miteinander verwachsen. Die Staubblätter und der Griffel ragen 10 Millimeter aus der Blüte heraus. Sie sind zitronengelb.

### Genetik
Die Chromosomenzahl beträgt {\displaystyle 2n=14}.

## Ökologie
Die Blüten von Aloe suzannae sind in der Nacht geöffnet und duften. Sie werden möglicherweise durch Lemuren und Fledermäuse bestäubt.

## Systematik, Verbreitung und Gefährdung
Aloe suzannae ist im Süden auf Madagaskar in dichtem Busch in Höhen von etwa 30 Metern verbreitet.
Die Erstbeschreibung durch Raymond Decary wurde 1921 veröffentlicht. 2019 schlugen Gideon F. Smith und Steven Molteno für die Art die monotypische Gattung Aloestrela vor.
Aloe suzannae wird in Anhang I des Washingtoner Artenschutz-Übereinkommen geführt. In der Roten Liste gefährdeter Arten der IUCN wird die Art als „Critically Endangered (CR)“, d. h. vom Aussterben bedroht eingestuft.

## Nachweise